# Alexander Skarsgård
Alexander Johan Hjalmar Skarsgård (uitspraak: [ˈskɑːʂɡoːɖ]) (Hässelby-Vällingby, Stockholm, 25 augustus 1976) is een Zweedse acteur. Alexander Skarsgård speelt in verscheidene Zweedse series en films. Sinds 2005 speelt hij ook buiten Zweden. Hij verwierf internationale bekendheid met zijn rol als Eric Northman in de serie True Blood.

## Biografie
Alexander Skarsgård is geboren in Stockholm. Hij is de zoon van de Zweedse acteur Stellan Skarsgård en diens eerste vrouw My. Skarsgård heeft vijf jongere broers en een zus: Gustaf, Sam, Bill, Eija, Valter en Ossian, zijn halfbroer. Zijn broers Gustaf, Bill en Valter zijn ook acteurs. Skarsgård kreeg zijn eerste rol van een regisseur die bevriend was met zijn vader. Hij speelde Kalle Nubb in Åke och hans värld (Åke en zijn wereld).

## Filmografie

### Films
- 1984 - Åke och hans värld
- 1987 - Idag röd (tv)
- 1989 - Hunden som log
- 1999 - Happy End
- 2000 - D-dag - Lise (tv)
- 2000 - D-dag (tv)
- 2000 - Dykaren
- 2000 - Järngänget
- 2000 - Vingar av glas
- 2001 - Drakarna över Helsingfors
- 2001 - Zoolander
- 2001 - D-dag - Den færdige film (tv)
- 2002 - Hundtricket
- 2004 - Hjärtslag
- 2005 - Som man bäddar
- 2005 - Revelations (tv)
- 2005 - The Last Drop
- 2005 - Om Sara
- 2006 - Never Be Mine
- 2006 - Kill Your Darlings
- 2006 - Cuppen (tv, ook bekend als Exit)
- 2006 - Exit
- 2007 - Järnets änglar
- 2007 - Leende guldbruna ögon (tv)
- 2009 - Metropia (animatiefilm, stem)
- 2009 - Beyond the Pole
- 2010 - Trust Me
- 2010 - 13
- 2011 - Straw Dogs
- 2011 - Melancholia (van Lars von Trier)
- 2012 - Battleship
- 2012 - The East
- 2013 - Disconnect
- 2013 - What Maisie knew
- 2014 - The Giver
- 2015 - The Diary of a Teenage Girl
- 2015 - Hidden - als Ray
- 2016 - Zoolander 2 - als Adam
- 2016 - The Legend of Tarzan - als Tarzan
- 2016 - War on Everyone - als Terry Monroe
- 2018 - Mute - als Leo Beiler
- 2018 - The Hummingbird Project - als Anton Zaleski
- 2018 - Hold the Dark - als Vernon Slone
- 2019 - Long Shot - als James Steward
- 2019 - The Kill Team - Sergeant Deeks
- 2019 - The Aftermath - als Stefan Lubert
- 2021 - Passing - als John Bellew
- 2021 - Godzilla vs. Kong - als Nathan Lind
- 2022 - The Northman - als Amleth
- 2023 - Infinity Pool - als James Foster
- 2023 - Eric Larue- als Ron LaRue
- 2023 - Lee - als Roland Penrose

### Televisieseries
- 1999 - Vita lögner - als Marcus Englund (10 afl.)
- 2000 - Judith - als Ante Lindström (afl. "Del 2")
- 2007 - Golden Brown Eyes - als zanger (2 afl.)
- 2008 - Generation Kill - als Sgt. Brad 'Iceman' Colbert (7 afl.)
- 2008-2014 - True Blood - als Eric Northman (76 afl.)
- 2013 - Eastbound & Down - (volwassen) Toby Powers (afl. "Chapter 29" )
- 2017-2019 - Big Little Lies - als Perry Wright (14 afl.)
- 2018 - Drunk History - als James Dunn (afl. "Heroines" )
- 2018 - The Little Drummer Girl - als Gadi Becker (6 afl.)
- 2019 - On Becoming a God in Central Florida - als Travis Stubbs (afl. "The Stinker Thinker" )
- 2020-2021 - The Stand - als Randall Flagg (8 afl.)
- 2021-2023 - Succession - Lukas Matsson (10 afl.)
- 2022 - Riget - als advocaat (2 afl.)
- 2022 - Documentary Now! - als Rainer Wolz
- 2025 - Murderbot - als Murderbot

### Videoclips
- 2009 - Paparazzi (videoclip van Lady Gaga)